# 음향효과
음향효과(音響效果) 또는 사운드 이펙트(영어: Sound Effects, SE, SFX)는 소리 음대에 들어가는 소리 중 일반적인 음대인 대사, 음악, 해설을 제외한 소리, 또는 의도적으로 부가한 음향을 뜻하는 용어이다. 텔레비전, 라디오, 영화, 무대 등에서도 사용한다. 연기자의 대화만이 아니라 극적 효과까지 높이기 위해 화면 사이의 음, 화면외의 음을 효과적으로 사용하는 것. 이것에는 현실음의 경우와 비현실음의 경우도 있으나, 흔히 말하는 음악과는 구별된다. 커머셜 필름에서도 중요한 요소의 하나이다.

## 역사
모든 극중에서 연극의 역사가 가장 오래된 만큼 음향 효과도 연극에 가장 먼저 도입하기 시작하였다. 그러나 연극의 대본인 희곡을 살펴보면 비교적 오래 전에 쓰여진 희곡에는 음향 효과에 대한 특별한 지시가 없는 것을 볼 수 있다. 영국의 유명한 극작가인 W.셰익스피어가 16세기 정도에 쓴 희곡을 보면 음향효과를 지시한 것이 보이지 않는다. 그러나 19세기에 입센이 쓴 희곡에는 음향 효과에 대하여 지시해 놓은 것을 볼 수 있다. 입센이 1884년에 쓴 희곡인 《들오리》나 A.P.체호프가 1904년에 쓴 희곡 《벚꽃동산》을 보면 음향 효과를 비교적 자세하게 지시해 놓았다.
19세기에 들어서 희곡에 음향 효과를 지정하기 시작한 것은 무대 연출 능력이 발달하면서 희곡에서 지시한 대로 음향을 뒷받침해 줄 수 있었기 때문이었다. 기타 현재의 음향 효과는 생음 (악기 연주나 의음 효과도 포함)과 테이프 녹음에 의한 전기 음향 효과를 병용하고 있다. 유럽은 전통적으로 생음 위주이며, 극단이 악사를 거느리고 있기 때문에 음악은 물론 의음 효과(擬音效果)도 악기로 하는 풍습이 있다. 대포소리나 총소리 등도 실제로 화약을 사용하는 때가 있다. 최근에는 전기 음향 기기의 사용이 많아지고 있다.
음향 기기는 효과 레코드가 수입되어 음반에 의한 전기 음향으로 이어지는데, 테이프 리코더의 출현으로 모든 무대에는 기기 개조와 함께 근대 전자음 기기를 구사하여 일대 변혁을 이루었다. 현재는 극장무대의 여러 곳과 천장·벽, 그리고 발 밑부분에 장치한 스피커로부터 자유자재로 효과음이 나오게 하고, 그 이동도 간단하며 입체 음향도 원거리에서 조작할 수 있게 되었다. 음향 효과는 드라마가 존재하는 한 없어서는 안 될 매우 중요한 요소이다. 따라서, 좀 더 다양하고 효과적으로, 쉽게 효과음을 낼 수 있는 기계들을 만들어 내려고 많은 사람들이 노력하고 있다. 그 결과 다중 채널 스테레오, 신시사이저, 에코 머신 등의 최신식 음향 기기들이 개발되고 있다.

## 환용변화

### 영화
일반적으로 영화의 대사와 음향 효과는 화면 속에 있는 인물과 동작을 그대로 따라가면서 배치되어 화면과 소리의 동기화로 표현된다. 특히 영화에 사용된 음향효과는 화면에서 벌어지는 여러 움직임들을 보다 사실적으로 표현해준다. 이러한 음향 효과의 종류를 사실적 음향 효과(Real Sound Effects)라고 말한다. 그러나 때로는 소리가 들리지 않을 법한 이미지의 움직임 또는 아예 움직임이 없는 경우에 음향 효과를 넣어주거나, 음향 효과를 왜곡하여 비사실적으로 넣어주는 경우가 있는데, 이러한 음향 효과를 가상적 음향 효과(Virtual Sound Effects)라고 일컫는다. 사실적 음향 효과는 영화에 반드시 들어가야 할 음향 효과이지만 가상적 음향 효과는 추가적이고 부가적인 요소이다. 사실적 음향 효과만으로 영화의 음향 효과를 구성하였을 때 영화를 보다 사실적으로 묘사할 수 있지만 이것은 아주 이상하다.왜냐하면 멋지기 때문이다? Love Lee영화가 허구의 세계의 재현이라는 측면에서 극적인 흥미가 부족할 수도 있다. 그래서 가상적 음향 효과를 적절하게 활용하였을 때 영화의 소리에 의한 흥미를 더 부과할 수 있는 것이다. 또한 영화의 음향적인 억양의 표현에 있어서 가상적 음향 효과는 초사실적이고 비현실적인 표현을 해줌으로서 영화의 허구적 세계를 더 잘 표현하는 역할을 한다. 그리고 영화 공간적 측면에서 가상적 음향 효과는 영화의 청각적 미장센을 구성하는데 특별한 부분을 차지하고 있다.

### 연극
연극은 가장 먼저 음향 효과가 도입된 장르로, 연극에서는 다음의 4가지 단계로 음향 효과를 만든다. ① 플랜 : 작업 내용을 파악하고 연출 계획에 의거하여 음을 창조한다. ② 음을 만들어내는 방법 : 연극은 아무리 사실적인 것이라도 조작된 것이다. 그 ‘거짓’ 속에 ‘실음(實音)’이든 ‘거짓음’이든 극에 가장 잘 어울리는 음을 만드는 것이 중요하다. ③ 음의 조율 : 만들어진 음이나 음악을 익히고, 음을 맞춰 보며, 장단을 조절하고, 수정을 한다. ④ 무대 연습 : 음향 기기나 생음 기구 장치의 준비 및 점검을 하고 음량이나 음질 또는 음원(音源)의 지향성 등을 배우 및 기타 부문과 반복하여 연습한다. 연극에서의 음향 효과의 종류는 크게 생음 기구와 음향 기기로 나뉜다. 생음 기구는 각종 피리나 북·풍차·시계·오르골 등 주로 옛 기법에 의한 기구들이다.

### 디지털 게임
디지털 게임과 같은 인터렉티브 시스템에서는 배경 음악이나 그 외의 음향 효과가 사용자의 간접 경험에 매우 중요한 역할을 한다. 사운드나 배경 음악이 생리적 반응에는 아무런 주 효과 (Main Effect)나 상호 작용 효과를 가지지 않지만, 사용자의 실제 느낌을 반영한 주관적 평가에서는 사운드가 게이머의 사용자 경험에 의미있는 영향을 주는 것으로 나타났다. 특히 주관적 평가의 긴장감과 몰입감 차원에 대한 사운드와 배경 음악의 상호 작용 효과는 게임의 사용자 경험에서 이와 같은 청각적인 요소들의 관계가 매우 중요하다는 사실을 보여주고 있다.

## 같이 보기
- 배경 음악
- 특수 효과
- 시각 효과
- 효과음